# Andreas Mogensen
Andreas Enevold Mogensen (født 2. november 1976) er en dansk astronaut. Han blev den 20. maj 2009 sammen med fem andre kandidater præsenteret i ESA's hovedkvarter i Paris, som en del af det europæiske astronautkorps. Der var 8.413 ansøgere til astronautkorpset. I september 2015 blev han den første dansker i rummet, da han som del af Iriss-missionen fløj til Den Internationale Rumstation. Han vendte tilbage til jorden efter ti dage.
I august 2023 tog Andreas Mogensen på sin anden rejse til Den Internationale Rumstation, denne gang en 6 måneders rejse som kommandør på Ekspedition 70 (en)). Derudover blev han den første udenlandske pilot på et amerikansk rumskib (SpaceX Crew-7 (en)). 

## Liv og karriere

### Uddannelse
Andreas Mogensen gik i folkeskole på Rygaards Skole i Hellerup, hvor han dimitterede fra i 1992. Han fik i 1995 en International studentereksamen fra Copenhagen International School i Hellerup. Mastergrad i rum- og luftfartsteknologi i 1999 fra Imperial College i London. Mellem 2001 og 2003 arbejdede han hos Vestas i Danmark. Han fik en Ph.d.-grad i rumfart i 2007 ved University of Texas i Austin.

### Erfaring
I Tyskland har han været ansat som ingeniør hos HE Space Operations og været entreprenør for EADS Astrium i Portugal ved Institute for Systems and Robotics. Derudover har han opholdt sig i en lang række andre lande, bl.a. Thailand, Singapore, England, Portugal, Congo og USA. I hans nuværende stilling, i England, er han ansat som forskningsstipendiat ved Surrey Space Center, University of Surrey.

### Formidling
Andreas Mogensen blogger om rumforskning og rumfart og fortæller om livet som astronaut på sin blog på det videnskabelige netmedie Videnskab.dk. Han er også aktiv på sociale medier som Twitter og Facebook.

## Rumflyvning
Andreas Mogensen blev i 2015 udvalgt af ESA til at flyve en 10 dags tur til rumstationen ISS eftersom at der var to overskydende sæder i forbindelse med en bytning af rumskibe. Det europæiske segment af hans mission blev kaldt Iriss.
Den 2. september 2015 blev Andreas Mogensen og de andre opsendt med Sojuz TMA-18M, og den 4. september koblede de på rumstationen ISS. Her fik den danske astronaut lov til at arbejde med nogle eksperimenter i 10 dage før turen gik hjem igen. Denne gang i Sojuz TMA-16M.
I marts 2022 blev Andreas Mogensen igen valgt til at komme i rummet. Denne gang på en 6 måneders lang mission som en del af SpaceX Crew-7 (en). Han skulle være den første ikke amerikaner til at være pilot på et amerikansk rumskib. Han blev derudover også valgt som kommandør på rumstationen ISS under Ekspedition 70 (en). Han blev den 26. august sendt op i Dragon rumskibet oven på en Falcon 9 raket.
Her kom Andreas Mogensen til at arbejde med rigtig mange eksperimenter (blandt andet en del danske), og havde mange videoopkald med skoler og gymnasier i løbet af de 6 måneder. Under opholdet på ISS fik hans også kaldenavnet "Andy".
Den 12 marts 2024 vendte Andreas Mogensen igen tilbage på jorden.
Det europæiske segment af hans mission blev kaldt Huginn.

## Hæder
Efter sin hjemkomst fra Den Internationale Rumstation blev Andreas Mogensen tildelt belønningsmedaljen af 1. grad med krone og med inskription af dronning Margrethe 2..
I 2025 blev han kåret til 'Årets Verdensdansker 2025' af foreningen Danes Worldwide.